# Sonata per a violoncel i piano núm. 2 (Beethoven)
La Sonata per a violoncel i piano núm. 2 en sol menor, Op. 5 núm. 2, de Ludwig van Beethoven, fou composta l'any 1796 a Berlín. Aparegué publicada el 1797 per Artaria a Viena, al mateix temps que la Primera sonata per a violoncel, Op. 5 núm. 1, amb el títol "Deux Grandes Sonates pour le Clavecin ou le Piano-forte avec un Violoncelle obligué". Ambdues estan dedicades al rei Frederic Guillem II de Prússia, i van ser estrenades per Jean-Louis Duport a la capital alemanya el mateix any de composició i per Bernhard Romberg a Viena l'any següent.
| Cello Sonata in G minor, Op. 5, No. 2, 1st movement |
|                                                     |
| Performed by John Michel                            |
|                                                     |
| Cello Sonata in G minor, Op. 5, No. 2, 2nd movement |
|                                                     |
| Interpretat per John Michel                         |
|                                                     |

Consta de dos moviments i la seva execució dura aproximadament vint minuts:
1. Adagio sostenuto ed espressivo - Allegro molto piu tosto presto
2. Rondó. Allegro

## Context creatiu
Aquesta obra s'inclou dins la primera etapa de la trajectòria compositiva de Beethoven, concretament els primers anys de Viena (1792-1798), al llarg dels quals va rebre formació de mestres com Haydn, Salieri i Albrechtsberger. El jove compositor va sortir de Bonn, la seva ciutat natal, amb l'objectiu de trobar l'èxit professional i la música d'aquesta època ja reflecteix l'esperit innovador i el caràcter personal de Beethoven, encara que segueix molt lligat als principis clàssics, donant una especial rellevància a la melodia. De fet, aquesta relació amb l'estil dels autors més reconeguts de l'època és fonamental per a una de les característiques principals de la Sonata op. 5 núm. 2: el protagonisme creixent del violoncel.
En relació amb aquest aspecte es troben les circumstàncies que envolten la composició d'aquesta obra, que neix de la visita de l'autor a la cort prussiana, on va conèixer els germans Duport, ambdós violoncelistes i músics del rei, que era un gran aficionat a l'instrument i el tocava de forma amateur amb les lliçons del més jove dels dos, Jean-Louis. Aquesta tria no és casual, tenint en compte que era més virtuos que el seu germà Jean-Pierre i que a més va tenir una enorme inquietud pedagògica, arribant a escriure el seu propi tractat, Essai sur le doigté et sur la conduite de l'archet (ca. 1806), el qual va ser molt influent per a les següents generacions de violoncelistes, sobretot a França.
Això és molt rellevant perquè fa possible que Beethoven pugui eixamplar els límits del instrument i incloure una varietat de recursos tècnics més ampla, com demostra el fet que hi hagi grans similituds entre els trets del llenguatge de l' op. 5 amb alguns dels Études de Duport, així com les notes existents en els manuscrits de les Sonates amb digitacions d'escales escrites per una altra persona, que es creu que són del mateix violoncelista francès. Finalment, és important apuntar que, abans del naixement d'aquest Opus, alguns virtuosos del violoncel com Boccherini ja havien fet intents de construir un repertori tècnicament desenvolupat per a l'instrument, però, en tot cas, cap d'aquestes obres pot ser considerada realment com a hereva de la tradició començada per Mozart i les seves Sonates per a violí y piano, escrites al llarg de la dècada de 1780 i que són clarament una inspiració a nivel compositiu per a Beethoven, com es pot comprobar analitzant breument aquesta Sonata op. 5 núm. 2.

## Característiques musicals
Com ja es va indicar anteriorment, els dos trets més destacables de l'obra en termes generals són el seu esquema formal i la relació existent entre els dos instruments, que mai havia sigut tan igualitària en el món del violoncel. Pel que fa a la forma, l'estructura de dos moviments amb una introducció lenta i de llargada considerable al primer d'aquests moviments i un Rondó al segon (anomenada en alemany pel teòric de l'època H.C. Koch com Anlage) és totalment inusual tant dins de la seva obra durant aquests anys com en el seu context estilístic. Llavors, es creu que Beethoven podia haver agafat com a model alguna de les dos Sonates per a violí de Mozart que segueixen aquest mateix esquema: K.303 en Do Major o K.379 en Sol Major (la qual ja va ser utilitzada com a model estructural per a compondre un dels seus Quartets amb piano més primerencs, el WoO 36 núm. 1). D'altra banda, el segon aspecte és més adient comentar-ho amb detall en relació amb cadascun dels dos moviments i veure com es manifesta juntament amb la resta de característiques dels dos blocs estructurals principals.

### 1.Adagiosostenuto ed espressivo - Allegro molto piu tosto presto
La introducció lenta inicial destaca no només per la seva llargada, sinó també pel seu joc de contrastos, de llums i ombras, així com la seva complexitat intrínseca, reflectida en els seus abundants subtemes lírics envoltats per processos harmònics amb un gran nivell d'elaboració. Tanmateix, el tret mès icònic d'aquesta primera secció és segurament el conjunt de silencis que es troben just després d'alguns acords sense resoldre en la seva part final, generant un ambient molt adient per a la forma sonata plena de dramatisme de l' Allegro que just comença.
Aquest bloc més gran es caracteritza per les seves notables dimensions i pel tractament que fa tant del piano com del violoncel, de manera que cadascun té el material molt ben diferenciat i compleix un rol molt ben definit.En aquest cas, el piano i seus tresets porten majoritàriament l'aspecte rítmic i el violoncel és concebut com un instrument plenament melòdic, com demostren les frequents línies llargues disposades en tot el seu registre. De totes maneres, aquest tret és comú als dos instruments, encara que sigui especialment rellevant l'ús que es fa del registre més agut del violoncel, gens habitual a l'època.
Pel que fa a l'estructura, l'aspecte més destacable és la presència d'un nou element temàtic al desenvolupament (fet que anticipa el famós exemple del Primer moviment de la Simfonia núm. 3 "Eroica") que, juntament amb l'ampla transformació dels dos grups temàtics fent ús d'enginyosos processos modulants, fan que aquest moviment sigui un dels més monumentals que Beethoven va escriure durant els seus primers anys.

### 2.Rondó. Allegro
Aquest moviment final es caracteritza per dos aspectes principalment. D'una banda, la seva associació amb el món de la contradansa, encara que s'ha de dir que les seves característiques hi apareixen només de forma estilitzada, ja que el seu tractament compositiu és molt més complex i compta amb un desenvolupament molt més gran que la dansa d'origen; i d'una altra banda, la seva relació amb el Finale del Concert per a piano i orquestra núm, 4, amb el qual comparteix molts dels seus trets principals.D'aquesta manera, Beethoven reutilitzarà anys després en aquest Concert l'accent de l'inici sobre la subdominant, el contorn melòdic dels primers compassos, la tonalitat (Sol Major) i en general l'atmosfera tan humorística, plena d'elegància i refinament que difícilment es pot tornar a trobar fins al seu Quartet de corda en Sol Major, op. 18 núm. 2.
Finalment, és rellevant comentar que el tractament contrapuntístic dels dos instruments, bé a través de processos imitatius o de diàlegs intercanviant el material temàtic entre ells, és un aspecte comú als dos moviments que té un paper fonamental per construir el principal atractiu d'aquest Rondó.